# La presa d'Amsterdam
La presa d'Amsterdam (títol original: The Amsterdam Kill) és una pel·lícula estatunidenca i de Hong Kong dirigida per Robert Clouse i estrenada el 1977. Ha estat doblada al català.

## Argument
Un vell agent de la DEA, Quinlan, ha estat despatxat per haver robat diners provinents de la droga. Aleshores és contractat per Chung Wei, el cap del cartel de droga a Amsterdam.

## Repartiment
- Robert Mitchum: Larry Quinlan
- Richard Egan: Ridgeway
- Leslie Nielsen: Riley Knight
- Bradford Dillman: Howard Odums
- Keye Luke: Chung Wei
- George Cheung: Jimmy Wong
- Sing Chen
- Stephen Leung
- Billy Chan
- Ching-Ying Lam
- Biao Yuen
- Wah Yuen